# 国際連合安全保障理事会決議194
国際連合安全保障理事会決議194（こくさいれんごうあんぜんほしょうりじかいけつぎ194、英: United Nations Security Council Resolution 194）は、1964年9月25日に国際連合安全保障理事会で採択された決議である。キプロス問題に関係する。
安保理は、キプロスに関する過去の決議を再確認した上で、国際連合キプロス平和維持軍の駐留期限を1964年12月26日まで3ヶ月延長した。